# Patricia Avery
Patricia Avery (12 de noviembre de 1902-21 de agosto de 1973) fue una actriz cinematográfica estadounidense de la época del cine mudo de los años veinte.
Nacida en Boston, Massachusetts, Avery se trasladó a Hollywood para hacer una carrera como actriz a principios de los años veinte. Su primer papel llegó en 1927, cuando trabajó en Annie Laurie junto a la actriz Lillian Gish. Ese año trabajó en tres películas, lo cual le valió ser elegida una de las trece actrices "WAMPAS Baby Stars", una lista que incluía a la estrella del cine mudo Sally Phipps, y a actrices como Frances Lee y Barbara Kent. Sin embargo, solamente tuvo una actuación más en el cine, en el film Alex the Great (1928), con Richard Gallagher y Albert Conti. Tras el mismo, su carrera finalizó. 
Posteriormente se casó con el director artístico Merrill Pye, que sería nominado al Oscar por su trabajo en la película de 1959 North by Northwest. Residieron en La Crescenta, California, hasta la muerte de ella en 1973. 